# Bukurešt
Bukurešt (rumunjski: Bucureşti) je glavni i najveći grad Rumunjske. Grad je 2007. godine imao 1.931.838 stanovnika, a administrativno područje imalo je 2.600.000 stanovnika. Godine 1931. grad je imao samo 638.000 stanovnika; brzi rast doveo je do nestašice stambenih objekata. Manje je poznato da je Bukurešt utemeljio vlaški knez Vlad III. Drakula.
Rijeka Dâmboviţa dijeli Bukurešt na dva dijela, a adminstrativno je podijeljen na šest dijelova, dok okolni ruralni dio čini sedmi. Površina administrativnog područja je oko 300 km². Nadmorska visina iznosi 88 metara, a grad je udaljen 265 km od Crnog mora i 65 kilometara od Dunava.
Bukurešt je poznat i kao Balkanski Pariz; kroz grad prolaze dva velika bulevara, a velik dio zgrada izgradili su strani arhitekti, najčešće Francuzi i Talijani. Rumunjski arhitekti razvili su stil sličan francuskom, a razlog tomu je što se većina imućnijih Rumunja prije dolaska komunizma školovala u Francuskoj. Nakon dolaska komunista na vlast sve se više grade zgrade strogog izgleda koje je bilo lakše i jeftinije izgraditi, ali je Bukurešt i dalje ostao grad parkova i lijepe arhitekture. Klima je u Bukureštu jako oštra, ovaj kraj nema proljeća i jeseni; zime su hladne s jakim vjetrovima, a ljeta su vruća i suha.
Tragovi naseljenosti sežu u kameno doba, ali grad je zapravo osnovan 1479. Najpoznatije su građevine Palača parlamenta (nakon Pentagona druga najveća zgrada na svijetu – 270 x 270 x 89 m), Palača Pravde, Pantheon, Athenaum, Narodna banka, Predsjednička palača, Glavna sveučilišna knjižnica, Kraljevski dvorac i mnoge druge (uključujući  i preko 100 muzeja).
Zlatno doba Bukurešta bilo je između dva svjetska rata; grad su u drugom svjetskom ratu teško bombardirali Saveznici. Sljedeća velika nesreća koja je pogodila Bukurešt bila je 1977. godine, kada je u stravičnom potresu poginulo preko 1500 ljudi. Sljedeći potres dogodio se 1990., ali je šteta bila mnogo manja. Velika je bila i materijalna šteta za vrijeme Rumunjske revolucije 1989.
Bukurešt je kako kulturno tako i gospodarsko i industrijsko središte. S oko jednom desetinom stanovništva Rumunjske Bukurešt ostvaruje 21% BDP-a i oko četvrtinu indutrijske proizvodnje, a dvije trećine cjelokupnog poreza Rumunjske plaćaju građani i tvrtke iz Bukurešta.

## Galerija
- Ateneul Român
- Crkva Stravopoleos
- Palača pravde
- Ostaci Curtea Veche
- Bukurešt po noći

## Šport
- FC Dinamo Bukurešt, nogometni klub